# Hausen (Niederbayern)
Hausen (Niederbayern) este o comună din landul Bavaria, Germania.
Se află la o altitudine de 384 m deasupra nivelului mării. Are o suprafață de 34,68 km² și 34,59 km². Populația este de 2.146 locuitori, determinată în 30 septembrie 2019, prin actualizare statistică[*].